# Belinda Bencic
Belinda Bencic (Flawil, Suiza, 10 de marzo de 1997) es una jugadora de tenis suiza.
Bencic ha ganado ocho títulos de individuales del circuito profesional WTA, además de un título de individuales y dos de dobles del circuito ITF. El 17 de febrero de 2020, alcanzó su mejor ranking de individuales hasta la fecha: 4 del mundo. El 1 de febrero de 2016, llegó al número 59 en el ranking WTA de dobles.
En 2012, Bencic debutó con el equipo suizo de Copa Federación, y en 2013 ganó los torneos individuales júnior de Roland Garros y Wimbledon. Belinda también ha sido finalista en tres torneos femeninos de dobles júnior, en el US Open en 2012 y 2013, así como en Wimbledon en 2012. Los mejores resultados hasta la fecha en el circuito profesional los obtuvo en el 2014 Family Circle Cup en Charleston, donde alcanzó las semifinales viniendo desde fase clasificatoria, derrotando tres jugadoras top-35 en el camino y como consecuencia, irrumpiendo en el top-100 por primera vez en su carrera y en el US open 2014 derrotando Angelique Kerber y Jelena Jankovic para alcanzar los cuartos de final y el número 33 del ranking.
Bencic es entrenada por su padre, que emigró desde Checoslovaquia en 1968, al igual que hizo en su día Melanie Molitor, la madre de su compatriota la tenista suiza Martina Hingis. Su padre estuvo vinculado al mundo del hockey sobre hielo, al igual que su abuelo Ivan Benčič, que jugó en el primer equipo del HC Slovan Bratislava.
Bencic posee también la nacionalidad eslovaca; su padre Ivan es de Bratislava y su madre procede de Močenok.
En noviembre de 2023, anunció que estaba embarazada.

## Carrera profesional

### Inicios en su carrera
Bencic empezó a jugar a los 4 años, asistiendo a clases en la escuela de tenis de Melanie Molitor, y empezó a entrenar con Molitor a diario desde los 7 años. También estuvo 6 meses entrenando en la Academia Nick Bollettieri en Florida.

### 2012
Bencic inauguró su temporada 2012 ganando dos torneos G18 del circuito ITF en la República Checa, sin ceder un set en la clasificatoria y solo uno el la fase final. Posteriormente se clasificó y alcanzó los cuartos de final de un torneo profesional $10 000 ITF en Leimen, Alemania, perdiendo contra la posterior finalista del evento Tereza Smitková. Dos meses más tarde, en abril, se dirigió a Estados Unidos para jugar un torneo G18 ITF en California, donde perdió en tercera ronda contra Allie Kiick. La semana siguiente, Bencic jugó un toreno ITF $25 000 en Pelham, Alabama, perdiendo con la semifinalista de Wimbledon Alexandra Stevenson en la fase clasificatoria. Después volvió al circuito júnior para jugar un torneo G18 G1 en Beaulieu-sur-Mer, Francia. Partiendo como cabeza de serie número 7, ganó sin problemas todos sus partidos, perdiendo solo un set en segunda ronda. La semana siguiente, Bencic ganó su cuarto título del año en el G18 G2 en Italia, nuevamente cediendo solo un set. Sin embargo, su racha triunfal finalizó la semana siguiente en la semifinal de otro torneo G2 en Italia.
Ya en el mes de mayo, Bencic recibió una invitación para la fase de clasificación del torneo de Bruselas de la WTA. En la primera ronda clasificatoria, asombró a todos al derrotar a la top-20 Elena Bovina en tres sets. Posteriormente fue eliminada en segunda ronda de fase clasifictoria por Lesia Tsurenko, pero su triunfo ante Bovina le hizo ascender 189 puestos en el ranking WTA, situándose como 951 del mundo.
El siguiente torneo de Belinda fue el torneo júnior de Roland Garros en París. Como 15.ª cabeza de serie, fue sorprendida en primera ronda por la desconocida Françoise Abanda en dos tie breaks. Apenas un mes después de esa decepcionante derrota, viajó a 's-Hertogenbosch para disputar un nuevo torneo WTA, el UNICEF Open. Sin embargo, fue derrotada por la cabeza de serie Urszula Radwańska.
La siguiente semana, Bencic jugó un toreno de calentamiento para Wimbledon, el G18 G1 Aegon International en Roehampton. Alcanzó las semifinales, derrotando jugadoras top júnior como Indy de Vroome o Sachia Vickery, antes de caer eliminada a manos de la futura campenona de Wimbledon Eugenie Bouchard de Canadá. En Wimbledon, nuevamente sufrió una decepcionante derrota en individuales contra Indy de Vroome en segunda ronda, pero alcanzó la final de dobles.
Unas pocas semanas después, Belinda se dirigió de vuelta a Suuiza para jugar el prestigioso G18 G1 Campeonato Europeo Júnior. Partiendo como segunda cabeza de serie y principal favorita del público, consiguió alcanzar las semifinales, perdiendo contra Başak Eraydın. Un mes más tarde, viajó a Canadá para jugar un nuevo torneo G1, el abierto júnior de Canadá, un torneo previo al US Open. Llegó hasta tercera ronda, perdiendo contra Jeļena Ostapenko, a pesar de haberse llevado el primer set. En el US Open, Bencic nuevamente no puedo completar una buena actuación en un Grand Slam, perdiendo en segunda ronda con la invitada y finalmente ganadora del torneo Samantha Crawford en tres duros sets. Sin embargo, obtuvo mejores resultados en dobles, llegando hasta la final con Petra Uberalová como compañera, y perdiendo contra las favoritas locales Gabrielle Andrews y Taylor Townsend.
Tras el US Open, Belinda se tomó un descanso de 2 semanas antes de volver al circuito pro en un torneo $10 000 ITF en Sharm el-Sheikh, Egipto. En primera ronda, vapuleó a la cabeza de serie Lu Jiajing. En las dos siguientes rondas, pasó sin apuros ante dos tenistas que venían de la clasificatoria para llegar a la semifinal, donde derrotó a la cuarta cabeza de serie Barbara Haas de Austria, legando así a la final. Levantó su primer tulo de campeona de su carrera profesional al derrotar a la segunda cabeza de serie Fatma Al Nabhani. Además ganó el torneo de dobles en Egipto haciendo pareja con Lou Brouleau. La siguiente semana, Bencic continuó su gran andanza por el circuito profesional ganando otro torneo $10 000 ITF en Sharm el-Sheikh, derrotando nuevamente a Haas, pero esta vez en la final. Solamente perdió un set en todo el torneo, y su asombrosa actuación en Egipto le catapultó 170 plazas hasta el número 722 del ranking mundial, el más alto conseguido hasta esa fecha.
Por ello Bencic se ganó una tarjeta de invitación dentro del cuadro principal del Torneo de Luxemburgo, donde se enfrenó a la ex número uno Venus Williams en primera ronda, perdiendo en rápidos sets.  Williams acabó ganando el torneo. A raíz de este debut en el cuadro de un torneo WTA se elevó de nuevo su ranking significativamente, 108 plazas, alcanzando el número 614 del mundo.
Seguidamente Belinda progresó en la fase clasificatoria del torneo de Benicarló, España para llegar al cuadro principal de este torneo 125 000 ITF, donde perdió en primera ronda con Dinah Pfizenmaier. Después, completó su temporada 2012 con una actuación estelar en el circuito de tenis júnior en América del norte, alcanzando las semifinales del torneo Eddie Herr, en Florida, alcanzando cuartos de final en el Dunlop Orange Bowl, y ganando el Abierto Juvenil en Méjico, con un récord de sets ganados por 6-0 en el torneo, incluyendo dos partidos "doble rosco".

### 2013
Belinda jugó sus primeros 10 torneos de su temporada 2013 en los Estados Unidos. Todos menos uno eran torneos ITF $25 000 o $50 000, siendo la excepción el Torneo de Miami, donde perdió en ronda clasificatoria. Su mejor resultado fue cuartos de final en Rancho Mirage, pero su gran golpe lo dio en el torneo 2013 Audi Melbourne Pro Tennis Classic durante la última semana de abril; se clasificó para el torneo perdiendo solo un set, antes de derrotar a la cabeza de serie Tatjana Maria con un sorprendente monólogo de golpes. Siguió hasta las semifinales con dos victorias en tres sets ante las americanas Shelby Rogers y Jan Abaza, pero fue entonces frenada por la después campeona Petra Rampre. Su actuación le hizo ascender 81 puestos en el ranking, alcanzando el número 351 del mundo.
Seguidamente, Belinda viajó a Europa para disputar los campeonatos previos júnior de Roland Garros y Wimbledon. Su primer torneo fue un torneo de grado 1 en Italia, calentamiento para Roland Garros. Jugando su primer torneo júnior del año, se paseó hasta alcanzar el título como cabeza de serie cediendo un solo set y alcanzó las semifinales en dobles junto a Viktoriya Lushkova. La siguiente semana, jugó un torneo de grado A, también en Italia, y no mostró signos de falqueza al conseguir el título cediendo solo un set, alcanzando el número 2 del ranking júnior.
Belinda partió como segunda cabeza de serie en Roland Garros. En las dos primeras rondas, derrotó a Alice Matteucci y Fiona Ferro ganando todos los sets, pero tuvo que llegar a tres sets para imponerse a Beatriz Haddad Maia, Taylor Townsend y Louisa Chirico y llegar así a su primera final de individuales de Grand Slam. La final fue un auténtico monólogo, derrotando a la alemana Antonia Lottner en 2 rápidos sets en poco más de una hora para conseguir el Grand Slam y convertirse en la primera tenista suiza ganar en Roland Garros desde que Martina Hingis hiciera lo propio en 1994

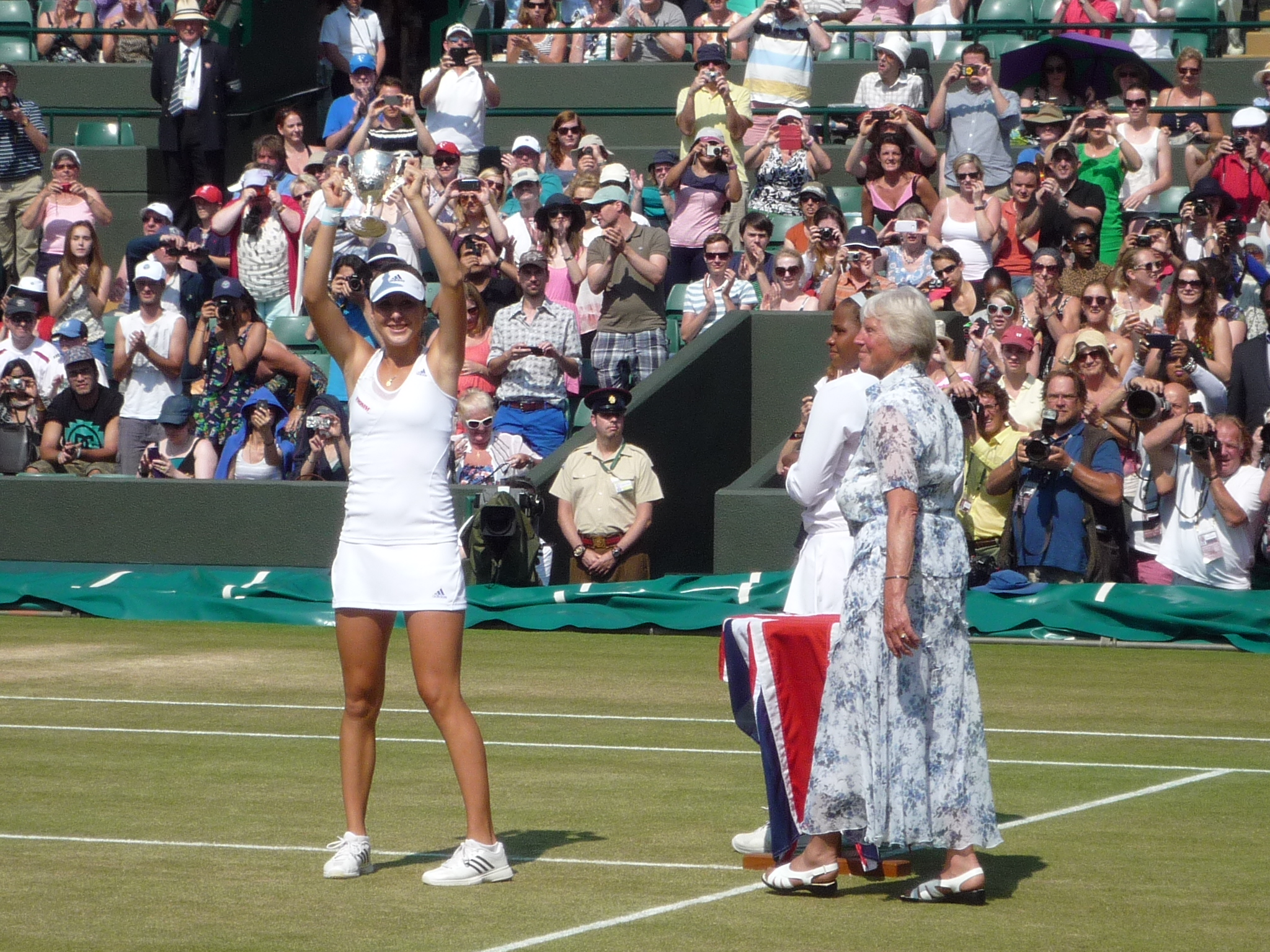
Belinda levantando el trofeo júnior de Wimbledon

Previo a Wimbledon, Belinda jugó un torne sénior ITF $25 000 en Lenzerheide, Suiza (donde fue semifinalista en individuales y campeona de dobles junto a Kateřina Siniaková) y un torneo de Grado 1 júnior en Roehampton (donde ganó el título). Tras ello fue camino a Wimbledon para acabar haciéndose con el título derrotando en la final a Towsend, completando un verano plagado de éxitos.
La siguiente aparición en competición de Belinda Bencic fue en el Torneo de Suecia 2013 del circuito WTA, donde fue premiada para participar en el cuadro principal con una carta de invitación, no obstante perdió contra Anna Tatishvili en primera ronda.
Ya en el US Open, Bencic alcanzó cuartos de final, perdiendo con Antonia Lottner en 2 sets. En dobles, junto con Sara Sorribes Tormo, tuvo mejor suerte, pero de nuevo, por segunda vez en el año, fue derrotada en la final, ante la pareja checa Barbora Krejčíková y Kateřina Siniaková.
Belinda Bencic obtuvo entonces una tarjeta de invitación para el Torneo Premier de Tokio 2013, un torneo Premier 5. Fue allí donde ganó su primer partido del circuito WTA, derrotando a la rusa Daria Gavrilova, en tres sets, aunque perdió en la siguiente ronda ante la campeona de ese torneo Petra Kvitová. En el Torneo de Osaka en Osaka, Bencic pasó tres rondas de la fase clasificatoria derrotando a Chang Kai-chen, Mandy Minella y Anastasia Rodionova para entrar en el cuadro del torneo. En primera ronda ganó a Lauren Davis sin promlemas antes de caer ante la excampeona del US Open Samantha Stosur.
Bencic entonces permaneció en Japón para jugar dos torneos $25 000. En el primero de ellos, celebrado en Makinohara durante la semana del 14 de octubre, partía como sexta cabeza de serie, derrotando hasta cuatro jugadoras japonesas para llegar a su primera final de un torneo $25 000 ITF, perdiendo contra la kazaja Zarina Dias. En dobles, formó pareja con Sofia Shapatava y perdió en cuartos de final. La siguiente semana en Hamamatsu, Bencic salía como cuarta cabeza de serie. Alcanzó las semifinales sin perder ni un solo set, y fue derrotada por Eri Hozumi. En dobles, junto con Shapatava llegó a la final, donde perdieron ante Shuko Aoyama y Junri Namigata.
En noviembre, Bencic jugó el Dunlop Orange Bowl, donde alcanzó semifinales en individuales y cuartos de final en dobles. Su gran actuación mejoró su ranking hasta un nuevo máximo hasta ese momento: 184 del mundo.
En diciembre, Bencic se proclamó Campeona del mundo júnior ITF.

### 2014
Belinda comenzó su temporada en Hobart con un partido de exhibición frente su compatriota y antigua número 1, Martina Hingis, donde perdió en 3 sets. Seguidamente se dirigió a Melbourne para jugar su primer Open de Australia como profesional, consiguiendo llegar hasta el cuadro principal mediante tres rondas clasificatorias derrotando a una cabeza de serie, la número 106 Sharon Fichman en el camino. En la primera aparición en Grand Slam de su carrera tuvo como oponente a Kimiko Date-Krumm, hecho que fue una de las anécdotas del torneo al enfrentar a la más veterana con la segunda más joven del torneo. Bencic luchó contra la adversidad para imponerse finalmente a la ex número 4 del mundo y ex semifinalista del Open de Australia en tres sets, sellando la victoria en su debut en Grand Slam. Su siguiente rival era la cabeza de serie número 4 Li Na, contra la que perdió en 2 sets y que acabó ganando el torneo; pero a pesar de quedarse fuera, como resultado de alcanzar esta segunda ronda de Grand Slam, Bencic se aseguró entrar entre los 150 primeros del mundo por primera vez cuando se publicó el ranking el 27 de enero de 2014. Esto le llevó al 146 del mundo.
Después de Australia, Bencic jugó la fase previa para el Torneo de Pattaya, derrotando la tercera cabeza de serie Zarina Dias en primera ronda, pero perdiendo ante la quinta Alla Kudryavtseva en la última ronda clasificatoria. A pesar de no haber entrado en el cuadro final, adquirió 12 puntos WTA para llegar al 139 la siguiente semana.
En febrero, Belinda fue seleccionada para formar parte del equipo suizo de copa federación en su partido del grupo mundial II frente a Francia en París. Ganó los dos partidos de individuales que disputó, derrotando a Alizé Cornet y Virginie Razzano, pero perdió en el partido decisivo de dobles, formando pareja con Timea Bacsinszky, ante Cornet y Kristina Mladenovic. A final de mes, Bencic jugó la fase clasificatoria del Abierto Mexicano Telcel, derrotando a Olivia Rogowska y Johanna Konta en las dos primeras rondas, perdiendo solo contra Victoria Duval.
Bencic se aseguró una plaza dentro del cuadro de Indian Wells en California, pero perdió en primera ronda contra Heather Watson que venía de la previa, en 2 sets. Sin embargo, su aparición en Indian Wells la ayudó a continuar subiendo en el ranking, llegando hasta el número 137.
En el Family Circle Cup 2014, Bencic consiguió pasar dos rondas clasificatorias para colarse en el cuadro principal. En la primera ronda, obtuvo una destacable victoria ante la décima cabeza de serie Maria Kirilenko, de quien reconoció que admiraba, "Cuando era pequeña, tenía un póster de ella en mi habitación, me hizo ilusión ganarle". Continuó su gran actuación en derrotando a Marina Erakovic en segunda ronda, y su siguiente rival sería la jugadora joven con mejor ranking del mundo, Elina Svitolina, a quien derrotó en tres sets, para alcanzar sus primeros cuartos de final en un torneo del circuito WTA. Bencic consiguió la mejor victoria hasta la fecha de su carrera al derrotar a Sara Errani, la tercera cabeza de serie del torneo y finalista de Roland Garros en 2012, en la tierra batida verde de Charleston. En semifinales, Bencic perdió contra Jana Čepelová, que había derrotado a Serena Williams en segunda ronda, en un ajustado final con tiebreak en el tercer set. Haber llegado tan lejos en este torneo le garantizó una plaza en el top-100 del ranking WTA, llegando al 91, con lo que se aseguraba prácticamente su presencia en el cuadro principal Roland Garros 2014.
En abril, Belinda jugó nuevamente con Suiza en Copa Federación un partido de Play-offs, contribuyendo a la victoria final por 4–1 ante Brasil al haber ganado uno de sus dos partidos de individuales disputados y en el de dobles con Viktorija Golubic.
En mayo, Belinda se clasificó para el cuadro principal del Mutua Madrid Open donde perdió en primera ronda ante la número 1 del mundo, Serena Williams, en dos sets. La siguiente semana se clasificó nuevamente para el cuadro principal del Torneo BNL Internacional de Roma. En la primera ronda consiguió otra victoria sobre una top-30 al derrotar a Anastasia Pavlyuchenkova en tres sets. En la siguiente ronda disputó su partido ante la cabeza de serie número 12 y una de las favoritas del público Flavia Pennetta y perdió en tres sets. La semana siguiente participó en el Torneo de Núremberg, donde no pudo pasar de primera ronda al caer ante la alemana Mona Barthel. Entonces Belinda se dirigió a París para jugar por primera vez en su carrera profesional el Grand Slam de tierra batida: Roland Garros. No tuvo que disputar la previa al entrar ya directamente en el cuadro pero el sorteo le deparó enfrentarse a la cabeza de serie número 29 que no era otra que Venus Williams. Bencic rompió varias veces el servicio de Venus Williams pero perdió el suyo en muchas ocasiones y cometió errores cuando el partido estaba igualado para acabar cayendo en 2 sets: 6-4, 6-1 con Venus Williams jugando a gran nivel en el segundo set. No obstante, su participación en Roland Garros le hizo alcanzar el número 77 en el ranking WTA.
En junio, empezó a preparar su temporada de hierba y participó en el Torneo de Birmingham, eliminando en primera ronda a la subcampeona del año anterior Donna Vekic, mostrando un buen nivel. No pudo mantener ese nivel en el siguiente partido donde perdió ante la defensora del título Daniela Hantuchova. En el Torneo de Eastbourne tuvo que pasar las tres rondas de la fase previa para acabar entrando en el cuadro y perdiendo en primera ronda ante Johanna Konta. Una semana más tarde comenzó el torneo de Wimbledon ganando el primer partido en tres sets ante Magdalena Rybarikova, después se deshizo de Victoria Duval en dos sets y puso fin a su participación en individuales en tercera ronda cayendo ante la número 3 del mundo y semifinalista de Wimbledon 2014 Simona Halep. También participó por primera vez en dobles en un gran slam tanto en femenino como en mixto. En la categoría femenina llegó a segunda ronda con Tsvetana Pironkova como pareja, mientras que en dobles mixtos consiguió llegar a tercera ronda junto a Martin klizan, perdiendo ante la pareja formada por Martina Hingis y Bruno Soares
Tras Wimbledon, participó en el Torneo de Estambul perdiendo en primera ronda ante Caroline Wozniacki. Seguidamente se dirigió a Estados Unidos para jugar torneos previos al US Open. Perdió en primera ronda en Cincinnati contra Karin Knapp y en New Haven tuvo que superar las tres rondas clasificatorias batiendo a rivales como Mona Barthel para acabar cayendo en un disputado partido de primera ronda ante Barbora Zahlavova Strycova.
El último Grand Slam de la temporada 2014 reservaba el mejor resultado hasta la fecha para Belinda Bencic en los torneos grandes. Eliminó a Yanina Wickmayer, Kurumi Nara, Angelique Kerber y Jelena Jankovic para acabar cayendo ante la china Shuai Peng en los cuartos de final del US open 2014. Seguidamente jugó el Torneo de Tokio donde ganó en primera ronda ante Svetlana Kuznetsova y perdió en segunda ronda contra Lucie Safarova
En octubre, Belinda Bencic participó en el Torneo de Pekín ganando los partidos de la fase clasificatoria pero perdiendo en primera ronda ante Ana Ivanovic. Seguidamente disputó el recién estrenado Torneo de Tianjin en el que derrotó a tres rivales hasta llegar a la semifinal donde le esperaría, Shuai Peng, que se retiró cuando el marcador estaba 3-1, lo que permitió a Belinda disputar la primera final de un torneo WTA de su carrera, la cual perdió ante Alison Riske.

### 2015
En el torneo de Toronto consiguió deshacerse de varias de las mejores jugadoras del momento. Entre ellas destacan, en primera ronda Eugenie Bouchard (6-0, 5-7, 6-2), en segunda ronda Caroline Wozniacki (7-5, 7-5), en tercera ronda a Sabine Lisicki (6-1, 1-6, 7-6), en cuartos de final a la exnúmero uno Ana Ivanovic (6-4, 6-2) y en semifinales el plato fuerte, la actual número uno del mundo Serena Williams (3-6, 7-5, 6-4). En la final consiguió derrotar a la número tres del mundo Simona Halep por un (7-6, 6-7, 3-0 ret.), consiguiendo así su primer torneo Premier 5, lo que le lleva a ser la nueva jugadora número 12 del mundo.

### 2019
Después de varias lesiones que la impidieron rendir al 100% durante las temporadas de 2017 y 2018 levantó el trofeo en Dubái consiguiendo hasta ahora su triunfo más importante después de derrotar a la checa Petra Kvitova por un tanteo de (6-3,1-6,6-2), encumbrandola nuevamente entre las 25 mejores del mundo. En el Torneo de Indian Wells solo la pudo parar en semifinales la alemana Angelique Kerber por un tanteo de (6-4,6-2)

## Juegos Olímpicos

### Individual

#### Medalla de oro
| Año  | Campeonato | Oponente en la final | Resultado     |
| 2021 | Tokio 2020 | Markéta Vondroušová  | 7-5, 2-6, 6-3 |

### Dobles

#### Medalla de plata
| Año  | Campeonato | Pareja            | Oponentes en la final                 | Resultado |
| 2021 | Tokio 2020 | Viktorija Golubic | Barbora Krejčíková Kateřina Siniaková | 5-7, 1-6  |

## Títulos WTA (11; 9+2)

### Individual (9)
| Leyenda                                |
| Grand Slam (0)                         |
| Juegos Olímpicos (1)                   |
| WTA Tour Championships (0)             |
| WTA Elite Trophy (0)                   |
| P. Mandatory & Premier 5, WTA 1000 (2) |
| Premier, WTA 500 (6)                   |
| International, WTA 250 (0)             |

| N.º | Fecha                 | Torneo            | Superficie    | Oponente en la final     | Resultado                 |
| 1.  | 27 de junio de 2015   | Eastbourne        | Hierba        | Agnieszka Radwańska      | 6-4, 4-6, 6-0             |
| 2.  | 16 de agosto de 2015  | Toronto           | Dura          | Simona Halep             | 7-6(5), 6-7(4), 3-0, ret. |
| 3.  | 23 de febrero de 2019 | Dubái             | Dura          | Petra Kvitová            | 6-3, 1-6, 6-2             |
| 4.  | 20 de octubre de 2019 | Moscú             | Dura (i)      | Anastasia Pavlyuchenkova | 3-6, 6-1, 6-1             |
| 5.  | 31 de julio de 2021   | JJ.OO. Tokio 2020 | Dura          | Markéta Vondroušová      | 7-5, 2-6, 6-3             |
| 6.  | 10 de abril de 2022   | Charleston        | Tierra batida | Ons Jabeur               | 6-1, 5-7, 6-4             |
| 7.  | 14 de enero de 2023   | Adelaida II       | Dura          | Daria Kasátkina          | 6-0, 6-2                  |
| 8.  | 12 de febrero de 2023 | Abu Dabi          | Dura          | Liudmila Samsónova       | 1-6, 7-6(8), 6-           |
| 9.  | 8 de febrero de 2025  | Abu Dabi          | Dura          | Ashlyn Krueger           | 4-6, 6-1, 6-1             |

#### Finalista (10)
| N.º | Fecha                    | Torneo           | Superficie    | Oponente en la final | Resultado           |
| 1.  | 12 de octubre de 2014    | Tianjin          | Dura          | Alison Riske         | 3-6, 4-6            |
| 2.  | 14 de junio de 2015      | 's-Hertogenbosch | Hierba        | Camila Giorgi        | 5-7, 3-6            |
| 3.  | 27 de septiembre de 2015 | Tokio (Pacífico) | Dura          | Agnieszka Radwańska  | 2-6, 2-6            |
| 4.  | 14 de febrero de 2016    | San Petersburgo  | Dura (i)      | Roberta Vinci        | 4-6, 3-6            |
| 5.  | 20 de octubre de 2018    | Luxemburgo       | Dura (i)      | Julia Görges         | 4-6, 5-7            |
| 6.  | 23 de junio de 2019      | Mallorca         | Hierba        | Sofia Kenin          | 7-6(2), 6-7(5), 4-6 |
| 7.  | 27 de febrero de 2021    | Adelaida         | Dura          | Iga Świątek          | 2-6, 2-6            |
| 8.  | 20 de junio de 2021      | Berlín           | Hierba        | Liudmila Samsónova   | 6-1, 1-6, 3-6       |
| 9.  | 19 de junio de 2022      | Berlín           | Hierba        | Ons Jabeur           | 3-6, 1-2, ret.      |
| 10. | 9 de abril de 2023       | Charleston       | Tierra batida | Ons Jabeur           | 6-7(6), 4-6         |

### Dobles (2)
| Leyenda                                |
| Grand Slam (0)                         |
| Juegos Olímpicos (0)                   |
| WTA Tour Championships (0)             |
| WTA Tournament of Champions (0)        |
| P. Mandatory & Premier 5, WTA 1000 (0) |
| Premier, WTA 500 (0)                   |
| International, WTA 250 (2)             |

| N.º | Fecha               | Torneos    | Superficie    | Pareja              | Oponentes en la final            | Resultado   |
| --- | ------------------- | ---------- | ------------- | ------------------- | -------------------------------- | ----------- |
| 1.  | 1 de mayo de 2015   | Praga      | Tierra batida | Kateřina Siniaková  | Kateryna Bondarenko Eva Hrdinová | 6-2, 6-2    |
| 2.  | 8 de agosto de 2015 | Washington | Dura          | Kristina Mladenovic | Lara Arruabarrena Andreja Klepač | 7-5, 7-6(7) |

#### Finalista (1)
| N.º | Fecha               | Torneos           | Superficie | Pareja            | Oponentes en la final                 | Resultado |
| --- | ------------------- | ----------------- | ---------- | ----------------- | ------------------------------------- | --------- |
| 1.  | 1 de agosto de 2021 | JJ.OO. Tokio 2020 | Dura       | Viktorija Golubic | Barbora Krejčíková Kateřina Siniaková | 5-7, 1-6  |

## Participación en TorneosGrand Slam
| Torneo                        | 2014 | 2015 | 2016 | 2017 | 2018  | 2019 | 2020 | 2021 | Títulos | G–P   |
| ----------------------------- | ---- | ---- | ---- | ---- | ----- | ---- | ---- | ---- | ------- | ----- |
| Abierto de Australia          | 2R   | 1R   | 4R   | 1R   | 2R    | 3R   | 3R   | 3R   | 0 / 8   | 11–8  |
| Roland Garros                 | 1R   | 2R   | A    | A    | 2R    | 3R   | A    | 2R   | 0 / 5   | 5–5   |
| Wimbledon                     | 3R   | 4R   | 2R   | A    | 4R    | 3R   | A    | 1R   | 0 / 6   | 11–6  |
| Abierto de EE. UU.            | CF   | 3R   | 3R   | A    | 1R    | SF   | A    |      | 0 / 5   | 12–5  |
| Ganados-Perdidos              | 7–4  | 6-4  | 6-3  | 0-1  | 5-4   | 10-4 | 2-1  | 3-3  | 0 / 24  | 39–24 |
| Torneos WTA Premier Mandatory |      |      |      |      |       |      |      |      |         |       |
| Indian Wells                  | 1R   | 3R   | 3R   | 2R   | 0 / 4 | 4-4  |      |      |         |       |
| Miami                         | A    | 3R   | 2R   | 1R   | 0 / 3 | 2-3  |      |      |         |       |
| Madrid                        | 1R   | 1R   | A    | A    | 0 / 2 | 0-2  |      |      |         |       |
| Pekín                         | 1R   | 2R   | 2R   | A    | 0 / 3 | 2-3  |      |      |         |       |
| WTA Premier 5                 |      |      |      |      |       |      |      |      |         |       |
| Dubái / Doha                  | A    | 2R   | 2R   | A    | 0 / 2 | 1-2  |      |      |         |       |
| Roma                          | 2R   | 1R   | A    | A    | 0 / 2 | 1-2  |      |      |         |       |
| Canadá                        | A    | G    | A    | A    | 1 / 1 | 6-0  |      |      |         |       |
| Cincinnati                    | 1R   | 3R   | 2R   | A    | 0 / 3 | 2-3  |      |      |         |       |
| Pekín                         | 1R   | 2R   | 2R   | A    | 0 / 3 | 2-3  |      |      |         |       |

## Finales Grand Slam Junior (2-2)

### Individuales
| Resultado | Año  | Campeonato    | Oponente en la final | Resultado final |
| Campeona  | 2013 | Roland Garros | Antonia Lottner      | 6-1, 6-3        |
| Campeona  | 2013 | Wimbledon     | Taylor Townsend      | 4-6, 6-1, 6-4   |

### Dobles
| Resultado   | Año  | Torneo             | Superficie | Compañera       | Oponentes                             | Resultado |
| ----------- | ---- | ------------------ | ---------- | --------------- | ------------------------------------- | --------- |
| Subcampeona | 2012 | Wimbledon          | césped     | Ana Konjuh      | Eugénie Bouchard Taylor Townsend      | 4-6, 3-6  |
| Subcampeona | 2012 | Abierto de EE. UU. | Dura       | Petra Uberalová | Gabrielle Andrews Taylor Townsend     | 4-6, 3-6  |
| Subcampeona | 2013 | Abierto de EE. UU. | Dura       | Sara Sorribes   | Barbora Krejčíková Kateřina Siniaková | 3-6, 4-6  |

## Finales WTA 125s (2-0)
| N.º | Fecha                   | Torneo  | Superficie | Oponentes    | Resultado   |
| --- | ----------------------- | ------- | ---------- | ------------ | ----------- |
| 1.  | 12 de noviembre de 2017 | Hua Hin | Dura       | Su-Wei Hsieh | 6-3, 6-4    |
| 2.  | 19 de noviembre de 2017 | Taipéi  | Dura (i)   | Arantxa Rus  | 7-6(3), 6-1 |

## Finales ITF (7–3)

### Individuales (4–1)
| Leyenda          |
| ---------------- |
| torneos $100 000 |
| torneos $75 000  |
| torneos $50 000  |
| torneos $25 000  |
| torneos $10 000  |

| Finales por superficie |
| ---------------------- |
| Dura (4–0)             |
| Tierra batida (0–0)    |
| Césped (0–1)           |

| Resultado   | N.º | Fecha                    | Torneo                        | Superficie  | Oponentes         | Resultado      |
| ----------- | --- | ------------------------ | ----------------------------- | ----------- | ----------------- | -------------- |
| Campeona    | 1.  | 17 de septiembre de 2012 | Sharm el-Sheikh 7, Egipto     | Dura        | Fatma Al Nabhani  | 6-3, 7-6(4)    |
| Campeona    | 2.  | 24 de septiembre de 2012 | Sharm el-Sheikh 8, Egipto     | Dura        | Barbara Haas      | 6-4, 6-0       |
| Subcampeona | 1.  | 14 de octubre de 2013    | Makinohara, Japón             | Césped      | Zarina Dias       | 3-6, 4-6       |
| Campeona    | 3.  | 24 de septiembre de 2017 | San Petersburgo, Rusia        | Dura Indoor | Dayana Yastremska | 6-2, 6-3       |
| Campeona    | 4.  | 16 de diciembre de 2017  | Dubái, Emiratos Árabes Unidos | Dura        | Ajla Tomljanović  | 6-4, 0-0, ret. |

### Dobles (3-2)
| Leyenda          |
| ---------------- |
| torneos $100 000 |
| torneos $75 000  |
| torneos $50 000  |
| torneos $25 000  |
| torneos $10 000  |

| Finales por superficie |
| ---------------------- |
| Dura (2–1)             |
| Tierra batida (1–0)    |
| Césped (0–1)           |
| Carpet (0–0)           |

| Resultado   | N.º | Fecha                    | Torneo                    | Superficie    | Compañera          | Oponentes                               | Resultado           |
| ----------- | --- | ------------------------ | ------------------------- | ------------- | ------------------ | --------------------------------------- | ------------------- |
| Campeona    | 1.  | 17 de septiembre de 2012 | Sharm el-Sheikh 7, Egipto | Dura          | Lou Brouleau       | Olga Brózda Ganna Piven                 | 7-6(3), 3-6, [10-6] |
| Campeona    | 2.  | 17 de septiembre de 2012 | Lenzerheide, Suiza        | Tierra batida | Kateřina Siniaková | Veronika Kudermétova Diāna Marcinkēviča | 6-0, 6-2            |
| Subcampeona | 1.  | 21 de octubre de 2013    | Hamamatsu, Japón          | Césped        | Sofia Shapatava    | Shuko Aoyama Junri Namigata             | 4-6, 3-6            |
| Subcampeona | 2.  | 22 de septiembre de 2017 | San Petersburgo, Rusia    | Dura          | Michaela Hončová   | Anna Blinkova Veronika Kudermétova      | 3-6, 1-6            |
| Campeona    | 3.  | 28 de octubre de 2017    | Poitiers, Francia         | Dura          | Yanina Wickmayer   | Mihaela Buzărnescu Nicola Geuer         | 7-6(7), 6-3         |